# Aminta IV di Macedonia
Aminta IV (in greco antico: Αμύντας?, Amýntas; ... – 336 a.C.) fu re di Macedonia nel 359 a.C. e membro della dinastia argeade.
Figlio di Perdicca III di Macedonia, dopo la morte del padre nel 359 a.C. egli diventò re, sia pure solo nominalmente, essendo ancora bambino. Filippo II di Macedonia, fratello di Perdicca, diventò suo tutore e reggente. In seguito, Filippo II si autoproclamò re di Macedonia, spodestando il suo giovane nipote. Aminta non fu ritenuto un pericolo per i piani di Filippo, tanto che questi gli diede in sposa sua figlia Cynane. Solamente quando salì al potere il figlio di Filippo, Alessandro III, nel 336 a.C. la situazione cambiò ed Aminta, percepito come una concreta minaccia in quanto possibile figura di riferimento per l'opposizione al nuovo re, venne immediatamente giustiziato.